# Boarmia xenobia
Boarmia xenobia är en fjärilsart som beskrevs av Edward P. Wiltshire 1966. Boarmia xenobia ingår i släktet Boarmia och familjen mätare. Inga underarter finns listade i Catalogue of Life.